# Dan zmage (9. maj)
Dan zmage je praznik spomina na zmago Sovjetske zveze zoper nacistično Nemčijo leta 1945. Prvič so ga obeležili v 16 republikah Sovjetske zveze po podpisu nemškega akta o predaji pozno zvečer 8. maja 1945 (9. maja po moskovskem času). Sovjetska vlada je oznanila zmago zgodaj 9. maja po podpisni ceremoniji v Berlinu. Čeprav so praznik začeli obeleževati leta 1945, je postal dela prost dan šele leta 1965 in le v nekaterih sovjetskih republikah.
V Vzhodni Nemčiji so 8. maj praznovali kot dan osvoboditve od leta 1950 do 1966 in znova leta 1985. Leta 1967 so »dan zmage« v sovjetskem slogu praznovali 8. maja. Od leta 2002 so v nemški deželi Mecklenburg - Predpomorjanska praznovali spominski dan, imenovan dan osvoboditve izpod nacionalsocializma in konca druge svetovne vojne.
Ruska federacija uradno priznava 9. maj kot praznik od ustanovitve leta 1991 in ga šteje kot dela prost dan, tudi če je ob koncu tedna (v tem primeru je dela prost dan v ponedeljek). Praznik so praznovali tudi, kot je bila država del Sovjetske zveze. Večina drugih držav v Evropi praznuje dan zmage v Evropi (pogosto okrajšano kot dan VE ali dan V-E) 8. maja in dan Evrope 9. maja kot dan državnega spomina ali zmage.